# Katharina Koselleck
Katharina Koselleck (* 1975 in Bielefeld) ist eine deutsche Kunsthistorikerin, Kuratorin und Museumsdirektorin.

## Werdegang
Katharina Koselleck, Tochter des Historikers Reinhart Koselleck, schloss ihr Studium der Kunstgeschichte an der Universität zu Köln mit dem Magister Artium ab. Von 2008 bis 2022 war sie wissenschaftliche Mitarbeiterin im Käthe Kollwitz Museum Köln und als Kuratorin hauptverantwortlich für Sonderausstellungen im Museum. Seit April 2022 ist Koselleck in der Nachfolge der Gründungsdirektorin Hannelore Fischer, die im März 2022 in den Ruhestand getreten ist, Direktorin des Käthe Kollwitz Museums.
Koselleck lebt in Köln.

## Publikationen
- Beiträge und Katalogredaktion von Katharina Koselleck in: Frits Scholten und Guido de Werd: Eine höhere Wirklichkeit. Deutsche und französische Skulptur 1200–1600 aus dem Rijksmuseum Amsterdam [anlässlich der Ausstellung: Eine Höhere Wirklichkeit. Deutsche und Französische Skulptur 1200–1600 aus dem Rijksmuseum Amsterdam" im Museum Kurhaus Kleve, 28. November 2004-2006] / Museum Kurhaus Kleve. Übersetzung in niederländischer Sprache von Rita Kersting (= Schriftenreihe Museum Kurhaus Kleve - Ewald-Mataré-Sammlung Nr. 25). Deutscher Kunstverlag, München/Berlin 2004, ISBN 978-3-422-06513-0.

## Einzelbelege
1. ↑  Prabook: Eintrag Reinhart Kosseleck, abgerufen am 6. Oktober 2022
2. ↑  Käthe Kollwitz Museum Köln Kreissparkasse Köln: Das Käthe Kollwitz Museum Köln. Von der Sammlung zum Museum, abgerufen am 5. Oktober 2022
3. ↑  Westdeutsche Zeitung Kultur vom 30. Juni 2022: Neue Direktorin stellt sich vor, von Stephan Eppinger, abgerufen am 5. Oktober 2022

| Personendaten    | Personendaten                                  |
| ---------------- | ---------------------------------------------- |
| NAME             | Koselleck, Katharina                           |
| KURZBESCHREIBUNG | deutsche Kunsthistorikerin und Museumsleiterin |
| GEBURTSDATUM     | 1975                                           |
| GEBURTSORT       | Bielefeld                                      |